# 徳垣友子
徳垣 友子（とくがき ともこ、1974年6月6日 - ）は、日本のアニメソング歌手、ミュージカル女優。兵庫県西宮市出身。本名同じ。旧芸名・徳垣 とも子。
8歳の時に兵庫県西宮市にある劇団「どんぐりコール・ミュージカルスクール」の生徒になり、舞台に出演する。1987年関西テレビ系のテレビドラマ「赤いバッシュ !」の主題歌『君はボーイッシュ』で歌手デビュー。代表曲に『三つ目がとおる』OPの「?（はてな）のブーメラン」、『炎の闘球児 ドッジ弾平』OPの「炎のゴー・ファイト」など。
1994年に音楽座に入団し、STEPSを経て、改名した後、フリーでミュージカル女優として活躍中。

## 舞台出演作品
- オズの魔法使い（オズ大王）
- ピノッキオの冒険（ピノッキオ）
- 不思議の国のアリス（チェシャ猫）
- くるみ割り人形（マウゼリンクス）
- 泣かないで〈音楽座公演〉 - よこすか芸術劇場、東京芸術劇場、ラブリーホール、コスモスシアター、多治見市文化会館、神奈川県立青少年センター、コスモホール、なかのゼロ、パルテノン多摩、静岡市民会館、他
- とってもゴースト〈音楽座公演〉
- マドモアゼル モーツァルト〈音楽座公演〉
- アニーよ銃をとれ（ウィニー） - 新宿コマ劇場、中日劇場
- 42ND STREET - 日生劇場
- Shocking! Shopping!（エステル） - シアターアプル、札幌サンプラザ、電力ホール（仙台）、近鉄小劇場、名古屋市公会堂、新神戸オリエンタル劇場、宇奈月国際会館セレネ（富山）、電気ホール（福岡）、かめありリリオホール
- ローマの休日（フランチェスカ、来賓の客、街の人、客） - 青山劇場、劇場飛天、中日劇場、博多座
- カルメン（女工、町の女、ジプシー） - 青山劇場
- Eve!! - 新神戸オリエンタル劇場、メルパルク福岡 郵便貯金会館、アステールプラザ大ホール、名古屋市公会堂、東京芸術劇場中ホール
- ローマの休日（秘書リカルディB、来賓の客、街の人、客） - 帝国劇場
- THE KITCHIN -  世田谷パブリックシアター
- 世界中がアイ・ラヴ・ユー -  アートスフィア
- L'AVENTURE／睡蓮の夢 -  三百人劇場
- エリザベート（女官、娼婦マリー、市民） -  帝国劇場、中日劇場、梅田コマ劇場、博多座
- MOZART! -  帝国劇場
- ペリクリーズ - 彩の国さいたま芸術劇場、シアタードラマシティ
- ヘッダ・ガブラー（ヘッダ・テスマン） -  東京労音R's Art
- 阿国
- イーストウィックの魔女たち - 帝国劇場
- 演劇倶楽部『座』詠み芝居「野菊の墓」 - 全国ツアー
- ダンス・オブ・ヴァンパイア - 帝国劇場
- ウエディング・シンガー（リンダ） - 日生劇場

## 代表曲
特記なき音楽ソフトはすべて日本コロムビアから発売。
- TVシリーズ
  - ないしょの道しるべ（『オズの魔法使い』挿入歌、1987年1月21日発売、CAK-808）
  - 君はボーイッシュ（『赤いバッシュ!』 OP、1987年11月1日発売、AH-883）
  - Jumpin’Heart（『赤いバッシュ!』挿入歌、1987年11月1日発売、AH-883）
  - とんでけグッチョンパ（『とんでけグッチョンパ』より、1987年11月21日発売、CK-799／CFK-607）
  - グッチョンパたいそうズンパラパン（『とんでけグッチョンパ』より、1987年11月21日発売、CK-799／CFK-607）
  - ホロレチュチュパレロ（『魔動王グランゾート』ED、1989年4月21日発売、CK-833／CC-8204）
  - 君と Bang! Bang!（『魔動王グランゾート』挿入歌、1989年8月1日発売、CC-3769／CAY-924）
  - 夕映えになれ（『ジャングル大帝(新)』ED、1989年10月21日発売、CC-8334）
  -  ?（はてな）のブーメラン（『三つ目がとおる』OP、1990年11月1日発売、CODC-8602／COSC-93）
  - なんかヘンじゃなあい?（『三つ目がとおる』挿入歌、1991年2月21日発売、COCC-7245／COTC-1494）
  - 炎のゴー・ファイト（『炎の闘球児 ドッジ弾平』OP、1991年11月1日発売、CODC-8927）
  - 炎の闘球部応援歌（『炎の闘球児 ドッジ弾平』挿入歌、1992年3月27日発売、COCC-9746）
  - 思いたったが吉日!（『有言実行三姉妹シュシュトリアン』OP、1993年2月21日発売、FMDC-503）※ 三姉妹（スリーシスターズ）名義。岩永雅子・稲辺久美子とのユニット。
  - Today is the day（『有言実行三姉妹シュシュトリアン』OP　英語版）
- ビデオ作品
  - きこりのトムタ（『心をはぐくむ 名作アニメシリーズ』挿入歌）
  - むねがちくちく（『心をはぐくむ 名作アニメシリーズ』挿入歌）
  - めがみのうた（『心をはぐくむ 名作アニメシリーズ』挿入歌）
- ミュージックビデオ
  - ひとりぼっちじゃない-友情（『とべないホタル』ED、1990年7月21日発売、CODC-6550）
  - むねのなかに（『とべないホタル』挿入歌、1990年7月21日発売、CODC-6550）

## テレビ出演
- 『とんでけグッチョンパ』(日本テレビ系・水島裕とともに司会を担当)